# Cena Jaroslava Seiferta
Cena Jaroslava Seiferta je české literární ocenění. Bylo zřízeno Nadací Charty 77 ve Stockholmu v lednu roku 1986 k podpoře české a slovenské literatury doma i v cizině. Cena byla pojmenována na počest básníka Jaroslava Seiferta, nositele Nobelovy ceny za literaturu. Je vyhlašována každoročně 22. září v předvečer básníkových narozenin za vynikající beletristické dílo, vydané nebo jinak zveřejněné v posledních třech letech v České republice nebo v zahraničí. O udělení ceny rozhoduje nezávislá porota, v níž zasedají přední spisovatelé a literární kritikové. Od roku 2013 se cena uděluje jednou za dva roky.

## Laureáti

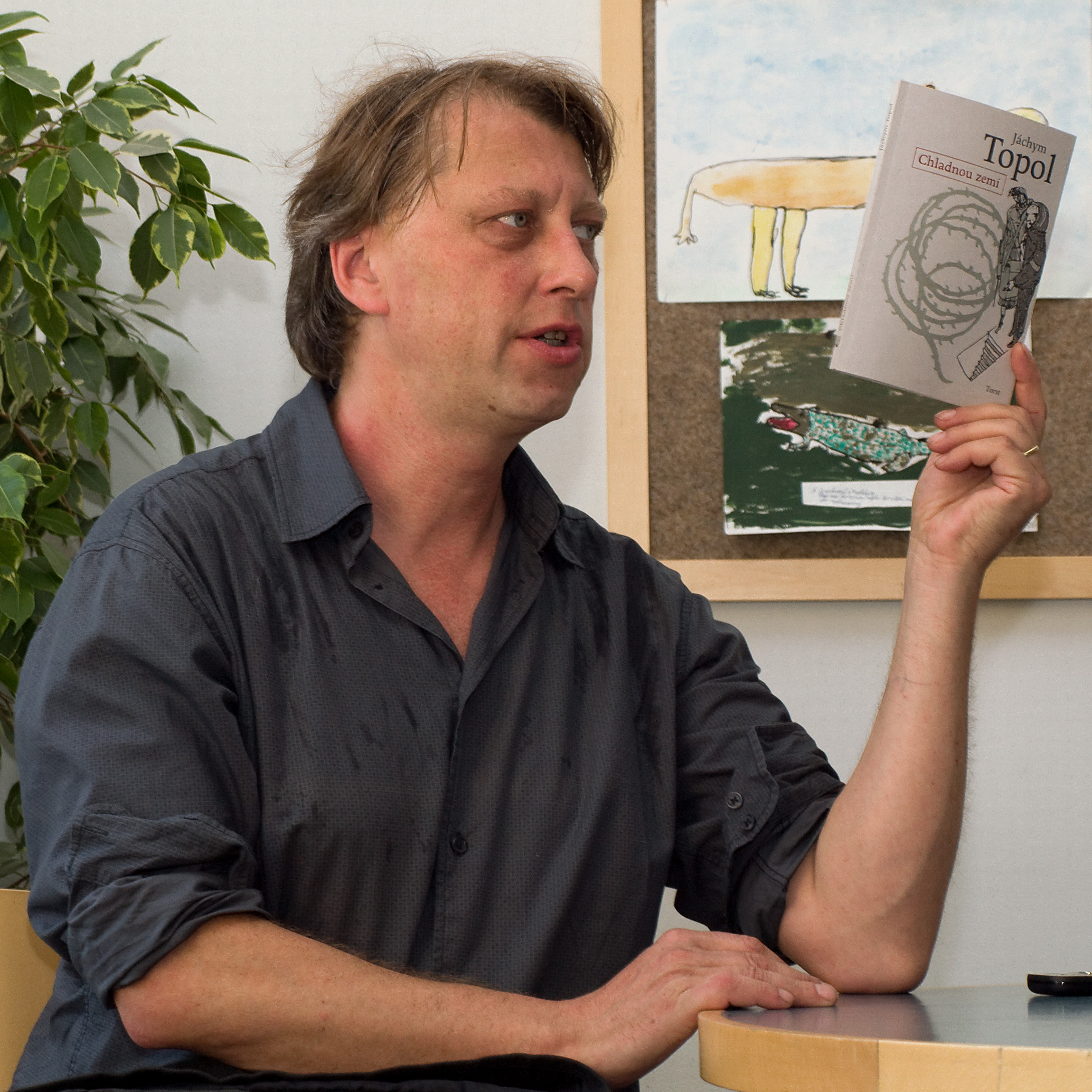
Jáchym Topol se svou oceňovanou knihou Chladnou zemí během besedy (září 2010)

- 2024 – Pavel Kolmačka, za román Canto ostinato s přihlédnutím k předchozí básnické a prozaické tvorbě[1]
- 2022 – Josef Kroutvor, za knihu Poletování jednoho ptáčka s přihlédnutím k autorově pokračující esejistické tvorbě
- 2019 – Miroslav Petříček, za dílo Filosofie en noir
- 2017 – Jiří Brabec a Jiří Opelík za celoživotní práci
- 2015 – Eugen Brikcius, za knihu A tělo se stalo slovem[2]
- 2014 – cena nebyla udělena
- 2013 – cena nebyla udělena
- 2012 – Vladimír Binar, za povídkový triptych Číňanova pěna
- 2011 – Karel Šiktanc, za básnickou sbírku Nesmír
- 2010 – Jáchym Topol, za prózu Chladnou zemí s přihlédnutím k další tvorbě
- 2009 – Ludvík Kundera, Za „celoživotní literární dílo, vydávané ve Spisech L. K.“
- 2008 – Václav Havel, Spisy VIII. (projevy, Prosím stručně, Odcházení)
- 2007 – František Listopad, Rosa definitiva
- 2006 – Ivan Martin Jirous, za celoživotní básnické dílo s přihlédnutím k vydané korespondenci Magorovy dopisy
- 2005 – Michal Ajvaz, Prázdné ulice ISBN 80-7227-209-8 a Jiří Suchý, Encyklopedie Jiřího Suchého
- 2004 – Viktor Fischl a Josef Škvorecký, oba za celoživotní dílo
- 2003 – Miloslav Topinka, Trhlina
- 2002 – Jiří Gruša, Wacht am Rhein aneb Putovní ghetto
- 2001 – Zdeněk Rotrekl, Nezděné město ISBN 80-7108-212-0
- 2000 – Pavel Šrut, Brožované básně ISBN 80-7215-106-1; Zlá milá ISBN 80-7215-019-7
- 1999 – Jiří Kratochvil, Noční tango, aneb román jednoho léta z konce století ISBN 80-7227-047-8
- 1998 – Věra Linhartová, Mes oubliettes
- 1997 – Karel Milota, Antilogie aneb Protisloví, Ďáblův dům
- 1996 – Jiřina Hauková, Světlo v září ISBN 80-900273-8-5
- 1996 – Zbyněk Hejda, Valse mélancolique ISBN 80-85247-69-0
- 1995 – Petr Kabeš, Pěší věc
- 1995 – Antonín Brousek, Vteřinové smrti
- 1994 – Milan Kundera, Nesmrtelnost
- 1993 – Bohumil Hrabal, Svatby v domě, Vita nuova, Proluky
- 1992 – Josef Hiršal, Píseň mládí
- 1992 – Ivan Wernisch, Frc (sbírka básnických překladů)
- 1991 – Jiří Kolář, Prométheova játra
- 1990 – Emil Juliš, Blížíme se ohni, Gordická hlava
- 1989 – Karel Šiktanc, Srdce svého nejez
- 1988 – Ivan Diviš, Žalmy
- 1987 – Ludvík Vaculík, Fejetony
- 1986 – Dominik Tatarka, trilogie Písačky